# Echeandía (canton)
Echeandía est un canton d'Équateur situé dans la province de Bolívar.